# Угрин Джиков
Угрин Джиков е български революционер, войвода на Македонския комитет.

## Биография
Джиков е роден в голямата мияшка дебърска паланка Галичник. Занимава се с търговия и се установява в София. В 1880 година дава парите за издаването на „Слогница речовска на славяно-македонското население“ на Георги Пулевски. В 1895 година е привлечен от Македонския комитет за участие в Четническата акция. Оглавява чета от 22 души, която действа в Паланечко.